# Blueface
Джо́натан Джама́л По́ртер (англ. Johnathan Jamall Porter; род. 20 января 1997, Лос-Анджелес, Калифорния), более известный под псевдонимом Blueface (рус. Блюфе́йс, Синелицый) — американский рэпер, певец и автор песен. В октябре 2018 года, выпустив музыкальный видеоклип на песню «Respect My Crypn», Блуфейс стал интернет-мемом из-за принадлежности к уличной банде "Crips", необычного стиля исполнения рэпа (мимо бита) и татуировки с Бенджамином Франклином на лице. В ноябре 2018 года он подписал контракт с Cash Money West, западнопобережным отделением лейбла Бердмена Cash Money Records В 2019 году ремикс песни Блуфейса «Thotiana», записанный при участии Карди Би и Уай-Джи, стал самым успешным его синглом на текущий момент, достигнув 9-й строчки чарта Billboard Hot 100.

## Биография
Джонатан Портер родился 20 января 1997 года в Лос-Анджелесе, штат Калифорния. Портер вырос в Западном Лос-Анджелесе и посещал несколько различных начальных школ, прежде чем переехал со своей матерью в долину Сан-Фернандо, а затем в Окленд, со своим отцом. После поселения в долине Сан-Фернандо Портер начал посещать среднюю школу Арлета и стал стартовым защитником школьной команды по американскому футболу. В какой-то момент вернулся в Лос-Анджелес и вступил в уличную банду School Yard Crips.
Ещё в юности Блуфейс начал проявлять интерес к музыке и к хип-хопу в частности, слушая Фифти Сента, Гейма и Снуп Догга.

## Карьера

### 2018 год — начало карьеры и вирусный успех.
В январе 2018 года Джонатан впервые зачитал рэп под сценическим псевдонимом Blueface Bleedem, что свидетельствует о его участии в уличной банде School Yard Crips. Первоначально, возвращаясь в Лос-Анджелес, оставив свою футбольную карьеру в колледже, он был приглашён к своему другу, а затем к продюсеру студии Лаудиано. Портер начал работать и сотрудничать с Лаудиано, чтобы выпустить свою первую песню «Dead Locs» на платформе Soundcloud. В июне 2018 года Блуфейс выпустил свой первый микстейп Famous Cryp. В сентябре 2018 года он выпустил свой второй EP Two Coccy на платформах Soundcloud и Spotify.
8 октября 2018 года Блуфейс выпустил музыкальное видео на песню «Respect My Crypn» через канал WorldstarHipHop на YouTube, а вскоре песня была опубликована в Twitter, где стала вирусным мемом из-за необычного флоу Блуфейса и высокого тона его голоса. Пользователи сравнивали его голос с голосом мультипликационного персонажа трусливого пса Куража. Популярность клипа привела к тому, что музыка Блуфейса стала известной и узнаваемой, а его песни «Thotiana» и «Next Big Thing» обрели новую популярность.
В ноябре 2018 года Блуфейс был подписан на Cash Money West, западнопобережное отделение Cash Money Records Бердмена, и разместил на своей странице в Instagram клипы, как он находится в одной студии с Дрейком и Куэйво. В декабре 2018 года Блуфейс снова стал вирусным благодаря акустическому видео с Einer Bankz, в котором демонстрируется его новая песня «Bleed It». Блуфейс выпустил эту песню через два дня, как и срежисированное Коулом Беннеттом музыкальное видео на канале Lyrical Lemonade на YouTube, которое собрало более 2 миллионов просмотров всего за 24 часа.
В январе 2019 года Скотт Сторч показал совместную работу с Портером и майамским рэпером Лил Пампом под названием «Bussin». 26 января 2019 года трек Блуфейса «Thotiana» дебютировал в чарте Billboard Hot 100 на 75-й позиции, став первой песней рэпера, попавшей в этот чарт. В тот же день песня была выпущена как сингл, был выпущен ремикс с YG и музыкальное видео на него.

### 2021 год — начало боксёрской карьеры
23 июля 2021 Blueface дебютировал в любительском боксе, сразившись со звездой TikTok Кейном Трухильо в андеркарте чемпионата Bare Knuckle Fighting Championship 19: VanZant vs. Ostovich. Blueface победил Трухильо единогласным решением судей после трёх раундов.
Также Blueface планировал провести два профессиональных боксёрских поединка в 2022 году, однако оба организатора сняли Blueface со своей площадки. Он должен был сразиться с FaZe Temperrr 27 августа, однако из-за ссоры со своей девушкой перед боем, он был удален. Blueface также должен был сразиться со Swaggy P 10 сентября, но был удален из-за отказа в лицензии на профессиональный бокс.

## Проблемы с законом
В 2018 году, после того как мужчина попытался ограбить его на заправке в Ньюхолле, Калифорния, Blueface выстрелил в машину подозреваемого, а затем был арестован и обвинен в стрельбе по занятому автомобилю, что является тяжким преступлением в штате Калифорния. Blueface был освобожден под залог в размере $69 000 18 ноября.
В феврале 2019 года рэпер снова был арестован за незаконное хранение огнестрельного оружия после того, как правоохранительные органы изъяли у него заряженный незарегистрированный пистолет.
15 ноября 2022 года рэпер был задержан по обвинению в покушении на убийство и стрельбе в Лас-Вегасе, штат Невада, за 8-е октября того же года. Портер был заключен в центр заключения округа Кларк.
2 октября 2023 года он был приговорен к трем годам условно с возможным тюремным заключением на срок от двух до пяти лет, если он нарушит условия испытательного срока. 12 января 2024 года Blueface был арестован за нарушение условий испытательного срока. В августе 2024 года был приговорён к четырем годам тюремного заключения.

## Дискография

### Студийные альбомы
| Название      | Детали                                                                                        | Высшая позиция в чарте |
| Название      | Детали                                                                                        | US                     |
| ------------- | --------------------------------------------------------------------------------------------- | ---------------------- |
| Find the Beat | - Выпущен: 13 марта 2020 - Лейблы: Cash Money, Republic - Формат: Цифровая загрузка, стриминг | 64                     |

### Мини-альбомы
| Название    | Детали                                                                                          | Высшая позиция в чарте |
| Название    | Детали                                                                                          | US                     |
| ----------- | ----------------------------------------------------------------------------------------------- | ---------------------- |
| Famous Cryp | - Дата выпуска: 20 июня 2018 - Лейбл: Cash Money West - Формат: Цифровая загрузка, стриминг     | 65                     |
| Two Coccy   | - Дата выпуска: 20 сентября 2018 - Лейбл: Cash Money West - Формат: Цифровая загрузка, стриминг | —                      |
| Dirt Bag    | - Дата выпуска: 9 августа 2019 - Лейбл: Cash Money West - Формат: Цифровая загрузка, стриминг   | 48                     |

### Синглы

#### В качестве ведущего исполнителя
| Название                                        | Год  | Высшая позиция в чартах | Высшая позиция в чартах | Высшая позиция в чартах | Высшая позиция в чартах | Высшая позиция в чартах | Высшая позиция в чартах | Высшая позиция в чартах | Сертификации                    | Альбом             |
| Название                                        | Год  | US                      | US R&B/HH               | CAN                     | FRA                     | NZ                      | SWE                     | UK                      | Сертификации                    | Альбом             |
| ----------------------------------------------- | ---- | ----------------------- | ----------------------- | ----------------------- | ----------------------- | ----------------------- | ----------------------- | ----------------------- | ------------------------------- | ------------------ |
| «Fuck It Up» (совместно с Trendd)               | 2017 | —                       | —                       | —                       | —                       | —                       | —                       | —                       |                                 | Внеальбомный сингл |
| «Thotiana» (соло или совместно с YG и Карди Би) | 2018 | 8                       | 4                       | 12                      | 168                     | 9                       | 59                      | 17                      | - RIAA: золотой - RMNZ: золотой | Famous Cryp        |
| «Next Big Thing»                                | 2018 | —                       | —                       | —                       | —                       | —                       | —                       | —                       |                                 | Внеальбомный сингл |
| «Movie Scenes»                                  | 2018 | —                       | —                       | —                       | —                       | —                       | —                       | —                       |                                 | Внеальбомный сингл |
| «DM»                                            | 2018 | —                       | —                       | —                       | —                       | —                       | —                       | —                       |                                 | Внеальбомный сингл |
| «Studio»                                        | 2018 | —                       | —                       | —                       | —                       | —                       | —                       | —                       |                                 | Внеальбомный сингл |
| «Bleed It»                                      | 2019 | —                       | 46                      | —                       | —                       | —                       | —                       | —                       |                                 | Dirt Bag           |
| «West Coast» (совместно с G-Eazy)               | 2019 | —                       | 37                      | 81                      | —                       | —                       | —                       | —                       |                                 | Внеальбомный сингл |
| «Stop Cappin» (соло или совместно с The Game)   | 2019 | —                       | —                       | —                       | —                       | —                       | —                       | —                       |                                 | Dirt Bag           |
| «Daddy» (при участии Rich the Kid)              | 2019 | 78                      | 30                      | 72                      | —                       | —                       | —                       | —                       |                                 | Dirt Bag           |
| «Bussdown» (при участии Offset)                 | 2019 | —                       | —                       | —                       | —                       | —                       | —                       | —                       |                                 | Dirt Bag           |
| «Bop» (совместно с Tyga и YG)                   | 2019 | —                       | —                       | —                       | —                       | —                       | —                       | —                       |                                 | Внеальбомный сингл |

#### В качестве приглашённого исполнителя
| Название                                                 | Год  | Высшая позиция в чартах | Альбом             |
| Название                                                 | Год  | US                      | Альбом             |
| -------------------------------------------------------- | ---- | ----------------------- | ------------------ |
| «Slide» (French Montana при участии Lil Tjay и Blueface) | 2019 | 90                      | Внеальбомный сингл |
| «Shotta Flow (Remix)» (NLE Choppa при участии Blueface)  | 2019 | 36                      | Внеальбомный сингл |

### Другие песни в чартах
| Название                        | Год  | Высшая позиция в чартах | Альбом   |
| Название                        | Год  | NZ Hot                  | Альбом   |
| ------------------------------- | ---- | ----------------------- | -------- |
| «Bussin» (при участии Lil Pump) | 2019 | 39                      | Dirt Bag |

## Комментарии
1. ↑  «Bleed It» не вошел в чарт Billboard Hot 100, но достиг высшей позиции под номером два в чарте Bubbling Under Hot 100.
2. ↑  «West Coast» не вошел в чарт Billboard Hot 100, но достиг высшей позиции под номером один в чарте Bubbling Under Hot 100.
3. ↑  «Stop Cappin» не вошел в чарт Billboard Hot 100, но достиг высшей позиции под номером 15 в чарте Bubbling Under Hot 100.
4. ↑  «Stop Cappin» не вошел в чарт Hot R&B/Hip-Hop Songs, но достиг высшей позиции под номером два в чарте Bubbling Under R&B/Hip-Hop Songs.
5. ↑  «Bussdown» не вошел в чарт NZ Top 40 Singles, но достиг высшей позиции под номером 23 в чарте NZ Hot Singles.[34]
6. ↑  «Bop» не вошел в чарт NZ Top 40 Singles, но достиг высшей позиции под номером девять в чарте NZ Hot Singles.[35]